# Deutsche Freie-Partie-Meisterschaft 1975/76

Veranstaltungsort: Kirchhellen

Die Deutsche Freie-Partie-Meisterschaft 1975/76 ist eine Billard-Turnierserie und fand vom 19. bis zum 21. September 1975 in Kirchhellen zum 17. Mal statt.

## Geschichte
Das bei den meisten Spielern unbeliebte Satzsystem kam in Kirchhellen zur Anwendung. Aber auch hier zeigte der Bochumer Klaus Hose seine Extraklasse in der Freien Partie. Ungeschlagen sicherte er sich seinen fünften Titel. Der Generaldurchschnitt (GD) von 136,84 ist bei der kurzen Satzdistanz ausgezeichnet. Wieder einmal kam der Düsseldorfer Dieter Wirtz auf den zweiten Platz. Seine erste Medaille bei einer Deutschen Meisterschaft gewann der 22-jährige Düsseldorfer Thomas Wildförster vom BSV Velbert.

## Modus
Gespielt wurde in drei Gruppen à vier Spieler im Round-Robin-Modus im Satzsystem mit 2 Gewinnsätzen bis 200 Punkte. Es wurde mit Nachstoß gespielt. Das heißt Unentschieden waren möglich. Die beiden Gruppenbesten kamen in die Zwischenrunde. Die Ergebnisse der 1. Gruppenspiele wurden übernommen. Die Ergebnisse der ausgeschiedenen Spieler der 1. Gruppenphase wurden nicht in der Endtabelle der besten sechs Spieler gewertet. Die Endplatzierung ergab sich aus folgenden Kriterien:
1. Matchpunkte
2. Generaldurchschnitt (GD)
3. Höchstserie (HS)

## 1. Gruppenphase
| MP    | Match Points (Sieger = 2; Unentschieden = 1; Verlierer = 0) |
| Pkte. | Erzielte Karambolagen                                       |
| Aufn. | Benötigte Versuche                                          |
| GD    | Generaldurchschnitt                                         |
| BED   | Bester Einzeldurchschnitt eines Spielers                    |
| HS    | Höchstserie                                                 |
|       | Bester GD des Turniers                                      |
|       | Bester ED des Turniers                                      |
|       | Beste HS des Turniers                                       |
|       | 1. Platz (Gold)                                             |
|       | 2. Platz (Silber)                                           |
|       | 3. Platz (Bronze)                                           |

| Gruppe 1                   | Gruppe 1                    | Gruppe 1 | Gruppe 1 | Gruppe 1 | Gruppe 1 | Gruppe 1 | Gruppe 1 | Gruppe 1 |
| Platz                      | Name                        | MP       | SP       | Pkte.    | Aufn.    | GD       | BSD      | HS       |
| -------------------------- | --------------------------- | -------- | -------- | -------- | -------- | -------- | -------- | -------- |
| 1                          | Klaus Hose (Bochum)         | 6:0      | 13:1     | 1400     | 9        | 155,55   | 200,00   | 200      |
| 2                          | Franz Wolf (Köln)           | 4:2      | 10:6     | 1210     | 19       | 63,68    | 200,00   | 200      |
| 3                          | Otto Wallraf (Köln)         | 2:4      | 5:11     | 873      | 26       | 33,57    | 200,00   | 200      |
| 4                          | Heinz Voßmerbäumer (Bochum) | 0:6      | 2:12     | 350      | 28       | 12,50    | 50,00    | 170      |
| Gruppendurchschnitt: 46,74 |                             |          |          |          |          |          |          |          |

| Gruppe 2                   | Gruppe 2                      | Gruppe 2 | Gruppe 2 | Gruppe 2 | Gruppe 2 | Gruppe 2 | Gruppe 2 | Gruppe 2 |
| Platz                      | Name                          | MP       | SP       | Pkte.    | Aufn.    | GD       | BSD      | HS       |
| -------------------------- | ----------------------------- | -------- | -------- | -------- | -------- | -------- | -------- | -------- |
| 1                          | Dieter Wirtz (Düsseldorf)     | 5:1      | 11:3     | 1203     | 9        | 133,66   | 200,00   | 200      |
| 2                          | Werner Naruhn (Gelsenkirchen) | 3:3      | 9:7      | 1162     | 33       | 35,21    | 200,00   | 200      |
| 3                          | Hans Büdding (Bocholt)        | 2:4      | 6:10     | 826      | 20       | 41,30    | 100,00   | 184      |
| 4                          | Werner Schaar (Essen)         | 2:4      | 4:10     | 710      | 34       | 20,88    | 100,00   | 188      |
| Gruppendurchschnitt: 40,63 |                               |          |          |          |          |          |          |          |

| Gruppe 3                   | Gruppe 3                     | Gruppe 3 | Gruppe 3 | Gruppe 3 | Gruppe 3 | Gruppe 3 | Gruppe 3 | Gruppe 3 |
| Platz                      | Name                         | MP       | SP       | Pkte.    | Aufn.    | GD       | BSD      | HS       |
| -------------------------- | ---------------------------- | -------- | -------- | -------- | -------- | -------- | -------- | -------- |
| 1                          | Thomas Wildförster (Velbert) | 6:0      | 12:2     | 1200     | 16       | 75,00    | 200,00   | 200      |
| 2                          | Willi Ostendorp (Bottrop)    | 3:3      | 9:9      | 1121     | 36       | 31,13    | 100,00   | 193      |
| 3                          | Helmut Reinowski (Velbert)   | 2:4      | 6:10     | 891      | 27       | 33,00    | 200,00   | 200      |
| 4                          | Peter Sporer (München)       | 1:5      | 5:11     | 755      | 25       | 30,20    | 200,00   | 200      |
| Gruppendurchschnitt: 38,14 |                              |          |          |          |          |          |          |          |

## Ausgangsklassement vor der Zwischenrunde
| Zwischenrunde | Zwischenrunde                 | Zwischenrunde | Zwischenrunde | Zwischenrunde | Zwischenrunde | Zwischenrunde | Zwischenrunde | Zwischenrunde | Zwischenrunde |
| Platz         | Name                          | MP            | SP            | Pkte.         | Aufn.         | GD            | BED           | BSD           | HS            |
| ------------- | ----------------------------- | ------------- | ------------- | ------------- | ------------- | ------------- | ------------- | ------------- | ------------- |
| 1             | Klaus Hose (Bochum)           | 2:0           | 5:1           | 600           | 3             | 200,00        | 200,00        | 200,00        | 200           |
| 2             | Thomas Wildförster (Velbert)  | 2:0           | 4:2           | 400           | 7             | 57,14         | 57,14         | 200,00        | 200           |
| 3             | Werner Naruhn (Gelsenkirchen) | 1:1           | 3:3           | 433           | 3             | 144,33        | 144,33        | 200,00        | 200           |
| 4             | Dieter Wirtz (Düsseldorf)     | 1:1           | 3:3           | 403           | 3             | 134,33        | 134,33        | 200,00        | 200           |
| 5             | Willi Ostendorp (Bottrop)     | 0:2           | 2:4           | 284           | 7             | 40,57         | –             | 100,00        | 193           |
| 6             | Franz Wolf (Köln)             | 0:2           | 1:5           | 210           | 3             | 70,00         | –             | 200,00        | 200           |
| 7             | Hans Büdding (Bocholt)        | 2:4           | 6:10          | 826           | 20            | 41,30         | 51,66         | 100,00        | 184           |
| 8             | Helmut Reinowski (Velbert)    | 2:4           | 6:10          | 891           | 27            | 33,00         | 61,42         | 200,00        | 200           |
| 9             | Otto Wallraf (Köln)           | 2:4           | 5:11          | 873           | 26            | 33,57         | 33,87         | 200,00        | 200           |
| 10            | Werner Schaar (Essen)         | 2:4           | 4:10          | 710           | 34            | 20,88         | 53,55         | 100,00        | 188           |
| 11            | Peter Sporer (München)        | 1:5           | 5:11          | 755           | 25            | 30,20         | 57,28         | 200,00        | 200           |
| 12            | Heinz Voßmerbäumer (Bochum)   | 0:6           | 2:12          | 350           | 28            | 12,50         | –             | 50,00         | 170           |

## Abschlusstabelle nach der Zwischenrunde
| Endklassement                                         | Endklassement                 | Endklassement | Endklassement | Endklassement | Endklassement | Endklassement | Endklassement | Endklassement | Endklassement |
| Platz                                                 | Name                          | MP            | SP            | Pkte.         | Aufn.         | GD            | BED           | BSD           | HS            |
| ----------------------------------------------------- | ----------------------------- | ------------- | ------------- | ------------- | ------------- | ------------- | ------------- | ------------- | ------------- |
| 1                                                     | Klaus Hose (Bochum)           | 10:0          | 23:3          | 2600          | 19            | 136,84        | 200,00        | 200,00        | 1010          |
| 2                                                     | Dieter Wirtz (Düsseldorf)     | 6:4           | 16:12         | 2011          | 23            | 87,43         | 200,00        | 200,00        | 993           |
| 3                                                     | Thomas Wildförster (Velbert)  | 6:4           | 13:11         | 1460          | 21            | 69,52         | 200,00        | 200,00        | 200           |
| 4                                                     | Werner Naruhn (Gelsenkirchen) | 5:5           | 12:16         | 1744          | 40            | 43,60         | 144,33        | 200,00        | 400           |
| 5                                                     | Franz Wolf (Köln)             | 2:8           | 7:19          | 1347          | 28            | 48,10         | 100,00        | 200,00        | 200           |
| 6                                                     | Willi Ostendorp (Bottrop)     | 1:9           | 9:19          | 1673          | 45            | 37,17         | 146,00        | 200,00        | 200           |
| Turnierdurchschnitt: 61,56 (Endrunde); 46,77 (Gesamt) |                               |               |               |               |               |               |               |               |               |